# Europejski Turniej Kwalifikacyjny w piłce siatkowej kobiet do Igrzysk Olimpijskich 2004
Europejski Turniej Kwalifikacyjny w piłce siatkowej kobiet do Igrzysk Olimpijskich 2004 był drugą szansą wywalczenia miejsca w tej najważniejszej sportowej imprezie. Tylko zwycięzca turnieju jechał do Aten. Turniej rozegrany został w Baku.

## Europejski Turniej Kwalifikacyjny

### Drużyny uczestniczące
- Niemcy
- Polska
- Holandia
- Rosja
- Azerbejdżan
- Włochy
- Turcja
- Bułgaria

### Faza grupowa

#### Grupa A
| Poz. | Reprezentacja | Pkt | Mecze | Mecze | Mecze | Sety | Sety | Sety |
| Poz. | Reprezentacja | Pkt | M     | Z     | P     | wyg. | prz. |      |
| ---- | ------------- | --- | ----- | ----- | ----- | ---- | ---- | ---- |
| 1    | Niemcy        | 5   | 3     | 2     | 1     | 8    | 5    |      |
| 2    | Polska        | 5   | 3     | 2     | 1     | 6    | 6    |      |
| 3    | Rosja         | 4   | 3     | 1     | 2     | 6    | 7    |      |
| 4    | Azerbejdżan   | 4   | 3     | 1     | 2     | 4    | 6    |      |

Legenda: Poz. - pozycja, Pkt - liczba punktów, M - liczba meczów, Z - mecze wygrane, P - mecze przegrane, wyg. - sety wygrane, prz. - sety przegrane

#### Grupa B
| Poz. | Reprezentacja | Pkt | Mecze | Mecze | Mecze | Sety | Sety | Sety |
| Poz. | Reprezentacja | Pkt | M     | Z     | P     | wyg. | prz. |      |
| ---- | ------------- | --- | ----- | ----- | ----- | ---- | ---- | ---- |
| 1    | Turcja        | 5   | 3     | 3     | 0     | 9    | 3    |      |
| 2    | Włochy        | 5   | 3     | 2     | 1     | 7    | 4    |      |
| 3    | Bułgaria      | 5   | 3     | 1     | 2     | 5    | 6    |      |
| 4    | Holandia      | 3   | 3     | 0     | 3     | 1    | 9    |      |

Legenda: Poz. - pozycja, Pkt - liczba punktów, M - liczba meczów, Z - mecze wygrane, P - mecze przegrane, wyg. - sety wygrane, prz. - sety przegrane,

### Półfinały
| 9 stycznia 2004 |

|  | Turcja | 3:1(23:25, 25:16, 25:18, 25:19) | Polska |  |
|  |        | 3:1(23:25, 25:16, 25:18, 25:19) |        |  |

|  | Niemcy | 3:2(15:25, 19:25, 25:21, 25:23, 17:15) | Włochy |  |
|  |        | 3:2(15:25, 19:25, 25:21, 25:23, 17:15) |        |  |

### Finał
| 10 stycznia 2004 |

|  | Niemcy | 3:0(25:22, 25:16, 25:7) | Turcja |  |
|  |        | 3:0(25:22, 25:16, 25:7) |        |  |

### Klasyfikacja końcowa
| Miejsce | Zespół      |
| ------- | ----------- |
| 1*      | Niemcy      |
| 2       | Turcja      |
| 3       | Włochy      |
| 4       | Polska      |
| 5       | Rosja       |
| 6       | Bułgaria    |
| 7       | Azerbejdżan |
| 8       | Holandia    |

*Awans do Igrzysk Olimpijskich 2004